# Itapemirim (ort)
Itapemirim är en ort i Brasilien.   Den ligger i kommunen Itapemirim och delstaten Espírito Santo, i den sydöstra delen av landet, 900 km sydost om huvudstaden Brasília. Itapemirim ligger 9 meter över havet och antalet invånare är 17 536.
Terrängen runt Itapemirim är platt. Havet är nära Itapemirim österut. Närmaste större samhälle är Marataizes, 3,7 km söder om Itapemirim.